# Conducător
Conducător a fost un titlul folosit oficial de dictatorul Ion Antonescu în timpul celui de-al Doilea Război Mondial, fiind folosit ocazional și în discursul oficial pentru a se referi la Carol II și Nicolae Ceaușescu.

## Istoric
Cuvântul derivă din verbul românesc a conduce, provenit din latina ducere („a conduce” sau „a ghida”), fiind înrudit cu titluri precum dux, duke, duce și doge. Sensul său se aseamănă cu alte titluri dictatoriale, precum Führer în Germania nazistă, Duce în Italia fascistă și caudillo în Spania franchistă.(p176)(p416)(p291)
Titlul a fost folosit pentru prima dată ca titlu suplimentar de Carol II, în ultimii ani ai regimului Frontului Renașterii Naționale, și imediat după de mareșalul Ion Antonescu, atunci când a preluat puteri dictatoriale după 14 septembrie 1940. Oficial, Antonescu era prim-ministru, iar șeful statului era regele Mihai, dar întreaga putere reală era concentrată în mâinile lui Antonescu. Potrivit istoricului Adrian Cioroianu, utilizarea termenului avea scopul de a evidenția legătura cu Germania și, după căderea Gărzii de Fier din guvernul comun (Statul Național Legionar), regimul său personal.(p416)
Termenul a fost folosit ocazional în discursul oficial ca referire la Nicolae Ceaușescu, liderul Republicii Socialiste România, începând cu perioada post-1971, când Partidul Comunist Român creștea numeric, dar scădea în importanță datorită cultului personalității lui Ceaușescu. Era folosit împreună cu termenul mai rar cârmaci („helmman”), preluat din retorica similară a Coreei de Nord sub Kim Il Sung și a Chinei sub Mao Zedong, după vizita lui Ceaușescu în aceste țări în iunie 1971, precum și în paralel cu caudillismo din America Latină anti-colonială (ex. Fidel Castro în Cuba și Juan Perón în Argentina). Deși referirile la partid ca „avangarda clasei muncitoare” au ieșit din uz, puterea s-a concentrat pe prerogativa lui Ceaușescu de a emite ordine aparatului politic.(p416–421)(p61)
Alegerea termenului a urmărit și evidențierea unei legături simbolice cu prinții Țării Românești și prinții Moldovei. O altă comparație folosită a fost cea între Ceaușescu și liderii dacici din Antichitate.(p61) Cioroianu a concluzionat că alegerea României pentru alternativa personală se baza probabil pe tradiția politică locală. În viziunea sa, sistemul lui Ceaușescu își trăgea legitimitatea și din clientelismul politic, rezultând ceea ce a numit „un sistem politic orbital”.(p422–432)